# Josh Warrington
Josh Warrington (* 14. November 1990 in Leeds) ist ein britischer Profiboxer und zweifacher IBF-Weltmeister im Federgewicht. Das Ring Magazine führte ihn zeitweise auf Platz 1 der Weltrangliste.

## Amateurkarriere
Josh Warrington begann im Alter von sieben Jahren mit dem Boxsport und bestritt seinen ersten Kampf im Alter von elf Jahren. 2009 gewann er eine Bronzemedaille im Leichtgewicht bei den englischen Meisterschaften, als er im Halbfinale gegen Thomas Stalker ausgeschieden war. Nach 48 Amateurkämpfen wechselte er im Alter von 18 Jahren ins Profilager.

## Profikarriere
Josh Warrington wird von Steve Wood gemanagt und von seinem Vater Sean O’Hagan trainiert. Sein Promoter ist seit 2016 Frank Warren. Sein Profidebüt gab Warrington am 31. Oktober 2009. Nach zwölf Siegen in Folge gewann er am 9. November 2012 die englische Meisterschaft im Federgewicht gegen Chris Male (Kampfbilanz: 11-0). Nach zwei Titelverteidigungen gewann er am 2. November 2013 auch den Commonwealth-Titel im Federgewicht gegen Samir Mouneimne (12-0). Im April 2014 verteidigte er den Titel gegen Rendall Munroe (28-4), der 2012 zweimal erfolglos gegen Scott Quigg um die WBA-Weltmeisterschaft geboxt hatte.
Am 21. Mai 2014 gewann er zudem den britischen Meistertitel im Federgewicht gegen Martin Lindsay (21-2) und wurde am 4. Oktober 2014 neuer EBU-Europameister im Federgewicht durch einen Sieg gegen Davide Dieli (15-3). Gegen Dennis Tubieron (19-3) gewann er am 11. April 2015 den Titel International Champion der WBC im Federgewicht.
Im September 2015 besiegte er den Australier Joel Brunker (28-1) und im April 2016 den Japaner Hisashi Amagasa (30-5), 2014 WBA- und WBO-WM-Herausforderer von Guillermo Rigondeaux. Im Juli 2016 konnte er zudem den Iren Patrick Hyland (31-2) besiegen, welcher in seinem letzten Kampf um die WBC-Weltmeisterschaft gegen Gary Russell junior gekämpft hatte.
2017 gewann er Kämpfe gegen den ehemaligen IBF-Weltmeister Kiko Martínez (36-7) und den Europameister Dennis Ceylan (18-0). Damit wurde er zum Pflichtherausforderer des IBF-Weltmeisters Lee Selby (26-1). Diesen besiegte er am 19. Mai 2018 nach Punkten.
Am 22. Dezember 2018 besiegte er Carl Frampton (26-1) einstimmig nach Punkten und konnte somit seinen WM-Titel erstmals verteidigen. Der Kampf wurde von der British Boxing Board of Control zum Fight of the Year gewählt. Seine zweite Titelverteidigung bestritt er am 15. Juni 2019 gegen Abdul Awad (26-0), alias „Kid Galahad“, und gewann nach Punkten. Seine inzwischen dritte Titelverteidigung gewann er am 12. Oktober 2019 durch TKO in der zweiten Runde gegen den Franzosen Sofiane Takoucht (35-3).
Am 21. Januar 2021 legte er den IBF-Titel nieder, da er einen vom Verband nicht unterstützten Kampf gegen den chinesischen WBA-Weltmeister Xu Can anstrebte. Zuvor boxte er im Februar 2021 gegen den Mexikaner Mauricio Lara (21-2) und verlor überraschend durch TKO in der neunten Runde. Ein Rückkampf endete am 4. September 2021 in der zweiten Runde unentschieden, nachdem Lara durch einen unabsichtlichen Kopfstoß durch Warrington verletzt worden war.
Am 26. März 2022 gewann er den IBF-Titel im Federgewicht zurück. Er besiegte dabei den spanischen Titelträger Kiko Martínez durch TKO in der siebenten Runde, verlor jedoch seine erste Titelverteidigung am 10. Dezember 2022 durch Mehrheitsentscheidung gegen Luis Alberto Lopez.
Beim Kampf um die WBA-Weltmeisterschaft im Federgewicht verlor er am 7. Oktober 2023 durch TKO in der siebenten Runde gegen Leigh Wood.

## Weiteres
Josh Warrington ist im Osten von Leeds aufgewachsen und besuchte die Victoria Primary School und die John Smeaton High School.